# Sportyvnyj Klub Odesa
Il Sportyvnyj Klub Odesa (in ucraino спортивний клуб Одеса, cioè Sport Club Odessa), noto anche come SK Odessa e, in passato, SKA Odessa, è un club calcistico ucraino di Odessa.

## Storia

### Unione Sovietica
Fu fondato nel 1944 ad Odessa con il nome di ODO (acronimo di Okružnoj Dom Oficerov, translitterazione di Окружной Дом Офицеров, cioè Club regionale degli Ufficiali), nome che stava ad indicare i club sportivi dell'esercito: inizialmente si trattava, infatti, di una società polisportiva. Nel 1957 tutti questi club furono rinominati in SKVO (acronimo di Sportivnyj Klub Voennogo Okruga, translitterazione di Спортивный клуб военного округа, cioè Club sportivi dei distretti militari), così anche il club divenne SKVO Odessa.
Tre anni più tardi questi club furono tutti rinominati SKA (acronimo di Sportivnyj Klub Armii, translitterazione di Спортивный клуб армии, cioè Sport Club dell'Esercito), così anche il club divenne SKA Odessa. Con questo nome partecipò nel 1965 e nel 1966 alla massima divisione sovietica finendo in entrambe le occasioni ultimo, la prima volta senza conseguenze, la seconda retrocedendo, senza mai più far ritorno a quei livelli.

### Ucraina
Alla dissoluzione dell'Unione Sovietica partecipò al primo campionato ucraino, finendo ultimo nel girone B e retrocedendo. Il club cambiò nuovamente nome in SK Odessa perdendo il riferimento all'Armii (esercito); disputò, quindi, la Perša Liha (secondo livello calcistico ucraino) fino al 1997, quando retrocesse nuovamente, stavolta in Druha Liha.
Nel 1999 ottenne la promozione in Perša Liha, ma per problemi finanziari non si iscrisse: i suoi giocatori passarono al Čornomorec' e il club fu di fatto trasformato nella squadra riserve del Čornomorec'.
Nel 2010 il club fu rifondato, cominciando dai campionati regionali. Dopo aver vinto vari campionati la squadra conquistò la Druha Liha affrontata nel 2012-2013.

## Palmarès

### Competizioni nazionali
- Pervaja Liga sovietica: 4

1958 (Girone 1), 1961 (Girone 2), 1962 (Girone 2), 1964 (Girone 2)
- Vtoraja Liga sovietica: 2

1963 (Girone 2 ucraino), 1977 (Girone 2)
- Coppa della RSS Ucraina: 1

1957
- Druha Liha: 1

1998-1999

### Altri piazzamenti
- Coppa dell'Unione Sovietica:

Semifinalista: 1959-1960
- Druha Liha:

Secondo posto: 1997-1998